# Ronde van Slowakije 2011
De Ronde van Slowakije 2011 (Slowaaks: Okolo Slovenska 2011) was de 55e editie van deze meerdaagse etappekoers. De ronde begon op zaterdag 4 juni en eindigde een week later, op zaterdag 11 juni. Van de 93 gestarte renners kwamen 65 coureurs over de eindstreep in Gabčíkovo.

## Etappe-overzicht
| etappe | datum   | start                  | finish              | afstand  | winnaar              | klassementsleider   |
| ------ | ------- | ---------------------- | ------------------- | -------- | -------------------- | ------------------- |
| 1e     | 4 juni  | Nováky                 | Zemianske Kostoľany | 150.1 km | Maximiliano Richeze  | Maximiliano Richeze |
| 2e     | 5 juni  | Handlová               | Handlová            | 180 km   | Nikita Novikov       | Nikita Novikov      |
| 3e     | 6 juni  | Rajec                  | Liptovský Mikuláš   | 138.4 km | Miguel Ángel Rubiano | Nikita Novikov      |
| 4e     | 7 juni  | Liptovský Mikuláš      | Liptovský Mikuláš   | 160.8 km | Pawel Cieslik        | Nikita Novikov      |
| 5e     | 8 juni  | Cierny Váh/Vodné Dielo | Veľký Krtíš         | 184.5 km | Mykhaylo Kononenko   | Nikita Novikov      |
| 6e     | 9 juni  | Šahy                   | Trnava              | 170.1 km | Maximiliano Richeze  | Nikita Novikov      |
| 7e     | 10 juni | Trnava                 | Trnava              | 141.5 km | Maximiliano Richeze  | Nikita Novikov      |
| 8e     | 11 juni | Bratislava Čunovo      | Gabčíkovo           | 31.9 km  | Nikita Novikov       | Nikita Novikov      |

## Eindklassementen

### Algemeen klassement
| Plaats    | Naam                 | Ploeg                      | Tijd      |
| --------- | -------------------- | -------------------------- | --------- |
| Gele trui | Nikita Novikov       | Itera-Katjoesja            | 27u50'29" |
| 2         | Tomislav Danculovic  | Loborika Favorit Team      | +01' 19"  |
| 3         | Kristijan Đurasek    | Loborika Favorit Team      | +02' 08"  |
| 4         | Andriy Vasylyuk      | Kolss Cycling Team         | +03' 46"  |
| 5         | Sergei Firsanov      | Itera-Katjoesja            | +04' 17"  |
| 6         | Mikhail Antonov      | Itera-Katjoesja            | +04' 23"  |
| 7         | Stanislav Kozubek    | PSK Whirlpool              | +04' 34"  |
| 8         | Miguel Ángel Rubiano | D'Angelo & Antenucci-Nippo | +04' 46"  |
| 9         | Jiri Hudecek         | PSK Whirlpool              | +05' 26"  |
| 10        | Pawel Cieslik        | Bank BGZ                   | +05' 27"  |
|           |                      |                            |           |
| 17        | Zico Waeytens        |                            | +06' 36"  |
| 49        | Arne Hassink         | TT Raiko Argon 18          | +24' 27"  |

1954 · 1955 · 1956 · 1957 · 1958 · 1959 · 1960 · 1961 · 1962 · 1963 · 1964 · 1965 · 1966 · 1967 · 1968 · 1969 · 1970 · 1971 · 1972 · 1973 · 1974 · 1975 · 1976 · 1977 · 1978 · 1979 · 1980 · 1981 · 1982 · 1983 · 1984 · 1985 · 1986 · 1987 · 1988 · 1989 · 1990 · 1991 · 1992 · 1993 · 1994 · 1995 · 1996 · 1997 · 1998 · 1999 · 2000 · 2001 · 2002 · 2003 · 2004 · 2005 · 2006 · 2007 · 2008 · 2009 · 2010 · 2011 · 2012 · 2013 · 2014 · 2015 · 2016 · 2017 · 2018 · 2019 · 2020 · 2021 · 2022 · 2023 · 2024